# 우연과 상상
우연과 상상(일본어: 偶然と想像, 영어: Wheel of Fortune and Fantasy)은 2021년 제작된 일본의 옴니버스형 로맨스, 드라마 영화이다. 하마구치 류스케가 감독과 각본을 맡았다. 제71회(2021) 베를린 영화제 은곰상 심사위원대상 수상작이자 황금곰상 경쟁후보작이다.

## 출연진

### 제 1화 마법(보다 더 불확실한 것)
- 후루카와 코토네 - 메이코 역
- 현리 - 츠구미 역
- 나카지마 아유무 - 카즈아키 역

### 제 2화 문은 열어 둔 채로
- 모리 카츠키 - 나오 역
- 시부카와 키요히코 - 세가와 역
- 카이 쇼마 - 사사키 역

### 제 3화 다시 한 번
- 우라베 후사코 - 나츠코 역
- 카와이 아오바 - 아야 역